# Elizabeta II. Celjska
Elizabeta II. Celjska, grofična iz rodu Celjskih, zaročenka in žena Matije Korvina, * med 1441 in 1443, † 1455, Erdelj.
Elizabeta se je med 1441 in 1443.  rodila knezu Ulriku II. Celjskemu in Katarini Branković, imela je dva brata Hermana IV (1439–1452) in Jurija-Gjuradija (1443–1443), ki pa sta zgodaj umrla. Elizabeta je bila leta 1448 obljubljena za ženo Ladislavu Hunyadiju, nato je bila zaroka umaknjena, namesto nje pa je bila leta 1451 potrjena nova zaroka z Matijo Korvinom, bratom Ladislava Hunyadija. Ko se je Ulrikov položaj na dvoru Ladislava Posmrtnika v letu 1453 poslabšal, je bila skorajšnja poroka preklicana, potem ko se Celjski ponovno okrepili, pa morda tudi izvedena, a o slednjem ne moremo biti gotovi. Če bi šlo vse po sreči, bi Matija Korvin morda postal Ulrikov nasledni – toda Elizabeta je na erdeljskem dvoru Hunyadijev umrla že leta 1455.